# هنیوتشوس
هنیوتشوس (به چکی: Hněvčeves) یک منطقهٔ مسکونی در جمهوری چک است که در ناحیه هرادتس کرالووه واقع شده‌است. هنیوتشوس ۱۶۰ نفر جمعیت دارد.